# Яроткі
Яроткі (пол. Jarotki) — село в Польщі, у гміні Островіте Слупецького повіту Великопольського воєводства.
Населення — 229 осіб (2011).
У 1975-1998 роках село належало до Конінського воєводства.

## Демографія
Демографічна структура станом на 31 березня 2011 року:
|          | Загалом | Допрацездатний вік | Працездатний вік | Постпрацездатний вік |
| -------- | ------- | ------------------ | ---------------- | -------------------- |
| Чоловіки | 120     | 30                 | 82               | 8                    |
| Жінки    | 109     | 24                 | 67               | 18                   |
| Разом    | 229     | 54                 | 149              | 26                   |